# Ortocheratologia
L'ortocheratologia è una tecnica di correzione visiva basata sull'uso di lenti a contatto rigide di materiale gas-permeabile. Permette la riduzione temporanea della miopia e di altri difetti visivi, tra i quali ipermetropia e astigmatismo.
L’ortocheratologia si serve di speciali lenti a contatto che devono essere indossate soltanto la notte e rimosse al risveglio. Durante la notte, la lente modifica la superficie della cornea, correggendo l’errore di rifrazione e permettendo una visione chiara durante tutto il giorno, senza bisogno di altri supporti visivi come occhiali da vista o lenti a contatto diurne.
L’ortocheratologia è considerata un processo perché è un trattamento continuo, che richiede un costante monitoraggio. È un’opzione alternativa alla correzione tradizionale e può rallentare o fermare l’aumento progressivo della miopia.
Dal punto di vista dei pazienti, elimina la dipendenza dai supporti visivi e riduce la preoccupazione legata al peggioramento della vista.

## Storia
Nel 1956 Robert Morrison effettuò uno studio che dimostrava come mille ragazzi miopi, indossando lenti a contatto rigide più piatte rispetto alla curvatura corneale, non presentavano alcuna progressione miopica.
Dopo questo studio si diffuse l’idea di modificare intenzionalmente la forma della cornea delle persone miopi attraverso l’uso di una lente a contatto rigida.
George Jessen, un optometrista americano pioniere delle lenti a contatto, è considerato l'inventore dell’ortocheratologia. La tecnica che impiegava si chiamava "Orthofocus" e modificava il valore della miopia refrattiva mediante l’uso di lenti a contatto rigide.
Nonostante i risultati ottenuti da diversi optometristi, per molto tempo l’ortocheratologia non ha ricevuto alcun riconoscimento come cura per i problemi visivi derivanti dalla miopia. La comunità scientifica riteneva che modificare la cornea non fosse sicuro per diversi motivi:
- Le tecnologie diffuse in quel periodo non permettevano di monitorare i cambiamenti corneali durante il trattamento
- Le misurazioni della cheratometria e le osservazioni al biomicroscopio non permettevano di dimostrare l’integrità corneale e i cambiamenti topografici
- Non c’erano evidenze cliniche che l’"Orthofocus" non avrebbe interferito con la struttura e la funzione della cornea nel lungo periodo

La programmazione dei primi trattamenti era basata su un sistema di misurazione corneale intrinsecamente impreciso. Era difficile prevedere la riduzione della miopia e l'acutezza visiva (visus) spesso fluttuava notevolmente durante il corso del trattamento.
La diffusione dell’ortocheratologia moderna è dovuta a tre fattori:
- Lo sviluppo e l’utilizzo della topografia corneale assistita da computer
- Lo sviluppo dei materiali GP (con maggiore permeabilità all’ossigeno e migliore umidità superficiale)
- La guida dei computer, che permettono la progettazione di lenti a geometria inversa.[5]

## Struttura
Le lenti ortocheratologiche si compongono generalmente di quattro zone, alle quali corrispondono quattro curvature che formano delle corone circolari: curva di base, curva inversa, curva di allineamento e curva periferica. Ciascuna di esse svolge una funzione diversa:
- Curva di base. È la zona della lente che interviene direttamente sulla miopia, appiattendo la cornea e producendo un raggio maggiore di curvatura. In un paziente miope è necessario che la curva di base abbia un raggio di curvatura maggiore rispetto alla curvatura corneale corretta.  Di solito la quantità di miopia corretta è uguale alla differenza di curvatura di base tra la lente e la curvatura corneale. A questo valore viene sommato il fattore di regolazione (fattore di Jessen). Il fattore di Jessen è un valore teorico di sovra-correzione che serve a ottenere la correzione completa. Generalmente il valore è di 0,75 diottrie, anche se ci sono casi specifici per i quali viene utilizzato un fattore di Jessen maggiore.  Di solito la risposta corneale è prevedibile ma si osservano differenze individuali nella risposta al trattamento.

La zona con curva di base viene chiamata anche "zona ottica" delle lenti. Il diametro di questa zona può essere modificato in base alla correzione prevista. Sono disponibili vari diametri di zona ottica; quello medio è di circa 6 mm.
- Curva inversa. Il suo valore dipende dal grado di miopia: all'aumentare della miopia, aumenta anche la ripidità della curva inversa. È più ripida rispetto alla curva di base della lente e alla curvatura centrale della cornea. La sua funzione è quella di creare una zona fluida verso l'esterno e formare un anello corneale intorno alla zona appiattita centrale, fornendo un migliore centramento.
- Curva di allineamento. La sua funzione è di allinearsi con la curvatura corneale periferica. Questa zona sostiene la maggior parte del peso della lente, distribuisce le forze fluide della lente in modo uniforme e crea un ambiente semi-sigillato per bilanciare le forze del fluido (la spinta del sistema).
- Curva periferica. È progettata per consentire alla zona più periferica della lente di sollevarsi ed evitare il blocco del film lacrimale. Permettendo lo scambio di liquido lacrimale, rende le lenti confortevoli.

Le lenti ortocheratologiche non sfruttano direttamente la spinta meccanica della lente sulla cornea, ma si servono delle forze fluide del film lacrimale. Queste forze sono state definite "forze di compressione del film" e sono generate dal rapporto tra la lente e la cornea.
Il film lacrimale comprime e ridistribuisce le cellule epiteliali della superficie della cornea verso la periferia della cornea. Questo processo di compressione e ridistribuzione modifica la curvatura dell’occhio, causando una rifocalizzazione dei raggi luminosi nella retina, riducendo o eliminando il bisogno di correggere la miopia con ulteriori supporti visivi.
Alcuni studi sugli effetti dell’ortocheratologia hanno dimostrato che la compressione e la migrazione delle cellule epiteliali corneali verso la cornea centrale si traduce in una leggera diminuzione dello spessore epiteliale e in un appiattimento topografico.

## Controllo della miopia
Per lungo tempo non ci sono state dimostrazioni scientifiche degli effetti di lungo periodo del trattamento ortocheratologico. Molti studi sottolineavano come la riduzione della miopia fosse temporanea e dovesse essere mantenuta per mezzo dell'uso regolare della lente ortocheratologica.
Secondo alcuni studi più recenti è possibile controllare la miopia permanentemente. Il merito è delle nuove lenti a geometria inversa e del loro impatto sul modellamento della cornea periferica, per cui l'aberrazione sferica positiva nella periferia corneale crea un'apparente riduzione dello stimolo ottico per la crescita degli occhi.
Sebbene ogni paziente possa rispondere in modo diverso, molti soggetti hanno un buon visus dopo una sola notte di utilizzo delle lenti ortocheratologiche. La correzione completa si verifica in un arco di tempo che va dai 3 ai 10 giorni dopo l'inizio del trattamento.
Se i pazienti indossano le lenti ortocheratologiche ogni notte per circa un mese, dopo la rimozione delle lenti è possibile avere un buon visus per un arco di tempo che va tra le 12 e le 48 ore.

## Frequenza di utilizzo delle lenti
La frequenza di uso viene determinata su base individuale.
Generalmente i pazienti con diottrie maggiori di miopia devono indossare le lenti ortocheratologiche tutte le notti per godere di una buona visione senza avere bisogno di un supporto durante la giornata, mentre quelli con diottrie minori possono sospendere l'uso per alcuni giorni a settimana.

## Pazienti
L’ortocheratologia può essere un ottimo trattamento per la maggior parte delle persone, con gradi di miopia bassi o moderati.
Non esiste un limite d’età per iniziare il trattamento: sia i giovani che gli adulti possono beneficiare dell’utilizzo delle lenti a contatto ortocheratologiche.
Oltre allo stato di rifrazione dell’occhio molti altri fattori possono influenzare l’idoneità all’uso delle lenti ortocheratologiche. Per esempio: la rigidità corneale individuale, la capacità di indossare correttamente le lenti a contatto e l’umidità dell’occhio.

## Sicurezza
Le lenti ortocheratologiche sono sicure se gestite correttamente.
I rischi legati all’utilizzo delle lenti ortocheratologiche sono gli stessi di qualsiasi altra lente a contatto. Le lenti devono essere curate e maneggiate con molta attenzione perché ci sono potenziali rischi di irritazione agli occhi, infezioni o ulcere corneali.
Nella maggior parte dei casi, se si sviluppano sintomi insoliti o disagio prolungato, la rimozione della lente ortocheratologica fornisce un sollievo immediato. In casi del genere è comunque necessario contattare immediatamente l’optometrista e l’oculista per accertarsi dello stato di salute dell’occhio.
In relazione alla tipologia di lenti a contatto in uso, l’ottico o l’optometrista spiegano come inserire, rimuovere ed effettuare la manutenzione.

## Rapporto con chirurgia laser
A differenza delle tecniche chirurgiche realizzate mediante il laser, chirurgia refrattiva, che vaporizza o incide il tessuto corneale, il trattamento ortocheratologico è reversibile.
Dopo il trattamento ortocheratologico è possibile effettuare l’operazione chirurgica al laser. In questo caso è necessario interrompere l’uso delle lenti a contatto e attendere qualche mese per consentire alla cornea di tornare completamente alla propria forma.

## Determinazione delle caratteristiche individuali delle lenti e trattamento
Il primo passo è misurare la forma della cornea, utilizzando il topografo corneale. Questa procedura richiede qualche minuto e serve a produrre una mappa dettagliata degli occhi del paziente. Successivamente vengono create delle lenti ortocheratologiche personalizzate che si basano sulla topografia e sulla visita oculistica.
Generalmente, quando inizia a indossare le lenti, il paziente ha una certa consapevolezza della loro presenza. In seguito gli occhi si abituano e indossarle diventa molto più confortevole.
Probabilmente il passaggio più delicato dell’inizio del trattamento è quello di esaminare il paziente la mattina dopo la prima notte con le lenti ortocheratologiche.
Durante la visita verrà effettuata e poi valutata la topografia corneale, l’integrità della cornea e il visus senza alcun supporto. È importante che siano controllati tre parametri:
- Centratura (se le lenti sono decentrate non produrranno l’effetto desiderato)
- Movimento (se il paziente chiude l’occhio, le lenti dovrebbero muoversi di 1–2 mm)
- Pattern fluoresceinico (osservazione dimensione e forma del deposito lacrimale, movimento delle lenti, eventuali segni di adesione delle lenti)[17][18]